# Gunnar Forsberg
Åke Gunnar Forsberg, född den 27 november 1931 i Kungsholm, Stockholm, död 18 september 1996, var en svensk friidrottare (stående längdhopp).
Forsberg tävlade för klubben Mälarhöjdens IK. Han vann SM i stående längdhopp år 1957. Forsberg är begravd på Södertälje kyrkogård.